# Ouled Deide
Ouled Deide è un comune dell'Algeria, situato nella provincia di Médéa.